# اکسپرس ۳۷
اکسپرس ۳۷ (به انگلیسی: Express 37) یک کشتی است که طول آن ۳۷ فوت ۴ اینچ (۱۱٫۳۸ متر) می‌باشد.